# Фредегонда
Фредегонда (или Фредегунда; лат. Fredegundis, фр. Frédégonde; около 545 — 8 декабря 597, Париж) — франкская королева, сначала наложница, затем жена Хильперика I, меровингского короля Нейстрии, чью предыдущую супругу, вестготку Галесвинту, она погубила. Была в непримиримой вражде с австразийской королевой Брунгильдой, сестрой Галесвинты. Мать короля Хлотаря II. Имя Фредегонда в переводе с древневерхненемецкого означает «Мирная воительница», от fridu — «мирный», gund — «бой, битва».

## Биография

### Наложница

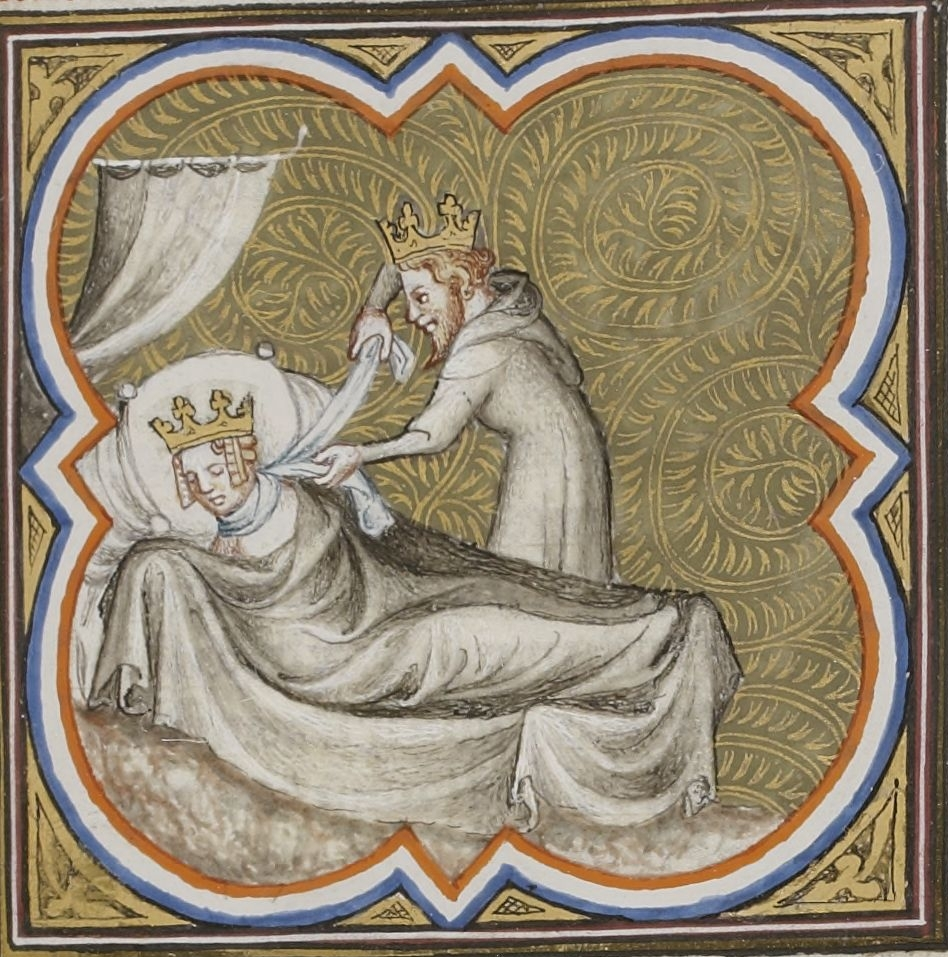
Убийство Галесвинты. Миниатюра из «Больших французских хроник».

Предположительно происходила из малозначительного франкского семейства. Попав ко двору в свиту королевы Авдоверы, первой жены Хильперика I, где была простой служанкой, а то и сервом, в скором времени стала любовницей короля и, как утверждают, путём интриг способствовала удалению королевы. Предание гласит, что Фредегонда «подговорила её, в отсутствие короля, когда не нашлось подходящей крёстной матери для новорождённой их дочери, держать младенца у купели. Жена короля обратилась, таким образом, в его куму, а по правилам церкви женщине запрещался брачный союз с тем, чьего ребёнка она была восприемницей. Король, постоянно нарушавший своими действиями самые основные принципы христианства, но суеверно боявшийся пойти против мелочного требования церковного обычая, удалил от себя Авдоверу и заключил её в монастырь».
После этого Хильперик, по словам Григория Турского, «этот Нерон и Ирод нашего времени», женился на сестре Брунгильды, жены своего брата Сигиберта I, носившей имя Галесвинта (Galeswintha, Gailesuinda, Galsuintha, Galsonta). Но Фредегонда вернула своё влияние над королём и, вызвав его охлаждение к жене, довела любовника до того, что тот приказал задушить Галесвинту во время сна (567 год). Григорий Турский пишет: «после того, как король оплакал смерть Галесвинты, он спустя немного дней женился на Фредегонде».

### Королева

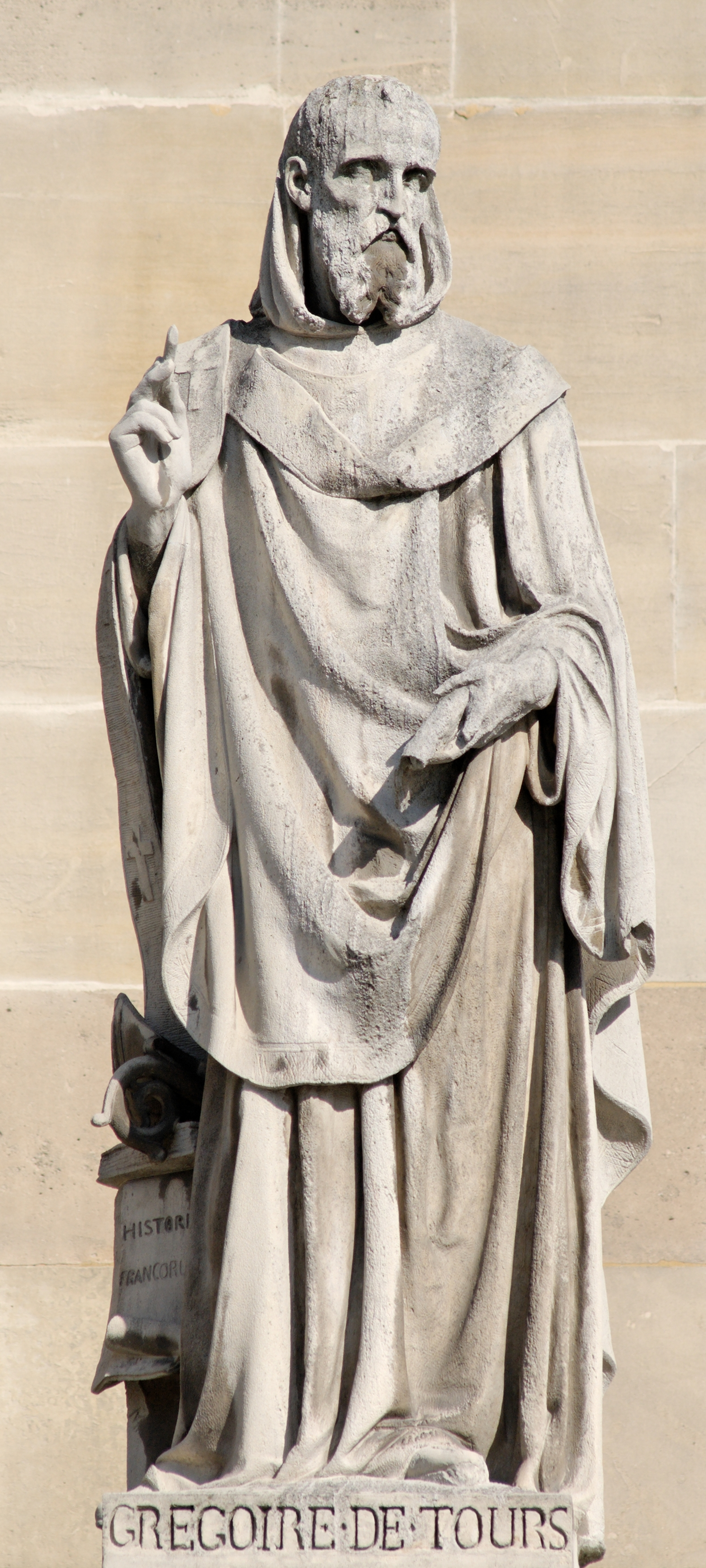
Григорий Турский.

Сестра Галесвинты, Брунгильда, спровоцировала военный конфликт между мужем и Хильпериком. Началась серия продолжавшихся полвека династических «войн Фредегонды и Брунгильды», в основе которой лежала кровная месть, усугубляющаяся в геометрической прогрессии.

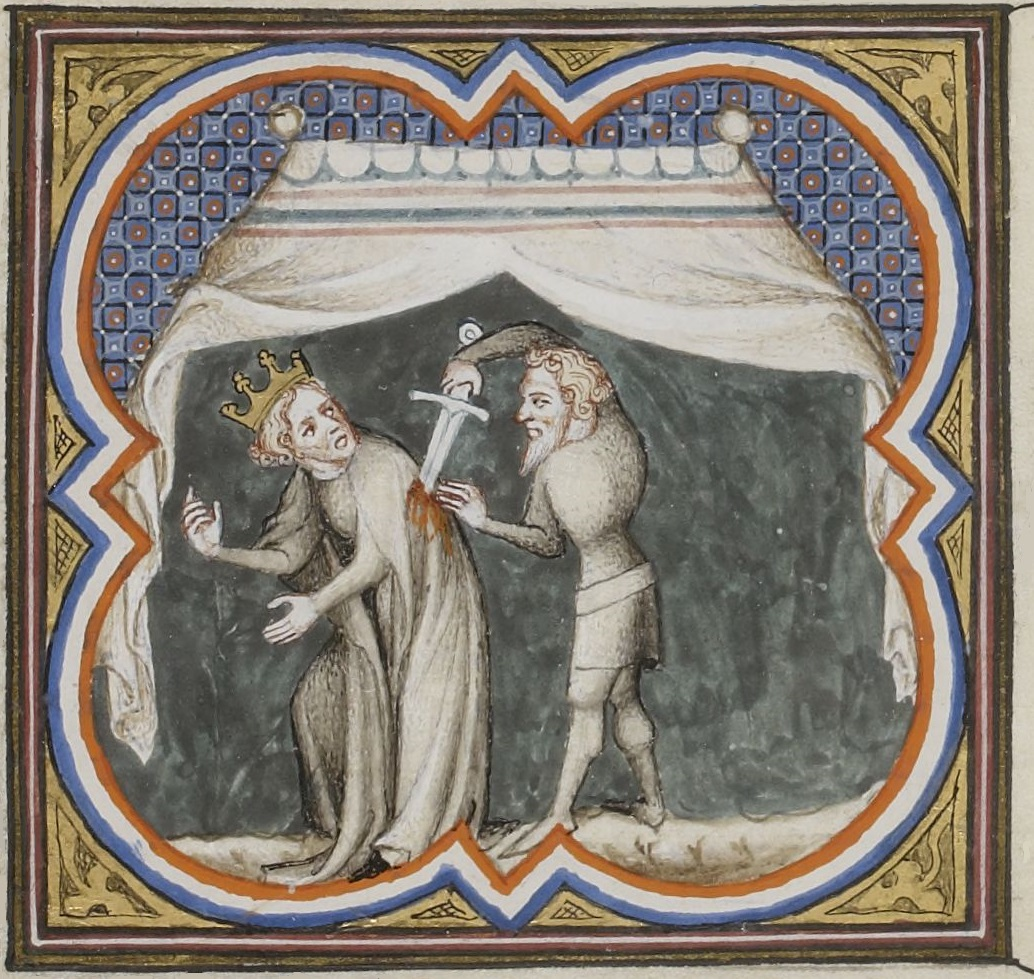
Убийство Сигеберта. Миниатюра из «Больших французских хроник».

В 569 году при посредничестве третьего брата, короля Гунтрамна, было созвано общенародное судебное собрание, которое постановило, что в качестве пени за убийство виновный в нём Хильперик должен передать королеве Брунгильде, как сестре Галесвинты покойной, утренний дар (свадебный подарок) — пять городов в Аквитании: Бордо, Лимож, Каор, Беарн и Бигор. Хильперик решил возместить свои потери, заняв города брата — Тур и Пуатье. Начались военные столкновения, и Сигиберт начал выигрывать. Но тут он погиб — как свидетельствует Григорий Турский, Фредегонда подговорила двух убийц, и те, пройдя через австразийский лагерь, добились приёма у Сигеберта и закололи его смазанными ядом кинжалами, сами пав от рук его стражников (575 год); Брунгильда была захвачена в плен и содержалась в Руане.
Существуют свидетельства, что вследствие влияния Фредегонды на мужа произошли многочисленные смерти. Сын Хильперика от Авдоверы Меровей был умерщвлён по приказанию короля и Фредегонды, так как влюбился в Брунгильду и женился на ней (таким образом, на счету Фредегонды было уже два мужа Брунгильды). Сама Брунгильда вернулась в своё королевство. Погибла в монастыре и сосланная королева Авдовера. Был отправлен в изгнание епископ Руана Претекстат, обвенчавший Меровига с пленной Брунгильдой. Григорий Турский чуть не подвергся той же участи по обвинению в непочтительных отзывах о королеве — в 580 году он подвергся судебному преследованию по обвинению в оскорблении королевы, однако не только смог отвести от себя обвинения перед церковным советом в Берни, но и завоевал доверие короля, став в результате его советником.
В 580 году один за другим умерли (видимо, от эпидемии) два её сына; наследником престола остался последний сын Хильперика от Авдоверы — Хлодвиг. Фредегонда обвинила Хлодвига в причастности к колдовству, из-за которого умерли её дети; колдуньей якобы была мать его наложницы. Женщину сожгли на костре (одно из первых известных сожжений «ведьм»), а принц был выслан под стражей. Вскоре его нашли убитым. Фредегонда снова рожает сына, но, когда через три года он умирает, в его смерти были заподозрены префект Муммол и несколько женщин, действовавших под «влиянием дьявола». Муммол был подвергнут пытке и сознался, что получил от колдуний мазь и напитки с целью удержать милость короля и королевы. За это преступление он был сослан в Бордо, женщины же признали свою вину, назвали себя колдуньями, подверглись колесованию и сожжению. То был наиболее громкий колдовской процесс эпохи Меровингов.

#### Смерть короля
Когда король Хильперик скончался, его смерть также приписывали Фредегонде (рассказывали, что он был убит любовником королевы, майордомом Ландерихом).

«Королева же Фредегунда была прекрасна, хитра и неверна [мужу]. Майордомом при дворе был тогда Ландерих, лукавый и дельный муж, в которого упомянутая королева была весьма сильно влюблена, ибо он необузданно вступал с ней в связь. Однажды рано утром король двинулся на охоту к поместью Шелль, недалеко от Парижа, но от великой любви к Фредегунде уже от конюшен ещё раз вернулся в её покои, где она как раз мыла в воде голову; король же приблизился к ней сзади и шлёпнул её палочкой по заду. Думая, что это Ландерих, она сказала: „Что ты там делаешь, Ландерих?“. Развернувшись и увидев, что это был король собственной персоной, она сильно испугалась. Король весьма сильно опечалился и ушёл охотиться. А Фредегунда позвала Ландериха к себе, поведала ему, что сделал король и сказала: „Поразмысли, что надо делать, ибо иначе завтра нас поведут на страшные истязания“. Ландерих с тяжёлым сердцем отвечал сквозь слёзы: „Будь проклят тот час, когда мои глаза в первый раз увидали тебя! Я не знаю, что должен делать, меня же со всех сторон окружили несчастья“. Та же сказала ему: „Не бойся, но послушай мой план, который нам надо исполнить, и мы [тогда] не умрём. Если король вернётся к ночи, в конце дня охоты, домой, мы подошлём к нему убийцу и объявим, что его подстерёг и убил король Хильдеберт Австразийский. Когда же он будет мёртв, мы будем править вместе с моим сыном Хлотарем“. Когда наступила ночь, и король Хильперих вернулся с охоты, послала к нему Фредегунда опьянённых вином убийц, и, когда король сошёл с коня, и его обычные сопровождающие разошлись по их домам, [посланные Фредегундой] палачи вонзили своему королю в живот два ножа. Он же вскричал и умер».— «Книга истории франков»
Григорий Турский не считает, что короля убила Фредегонда, хотя указывает на многие её другие преступления.

### Вдова

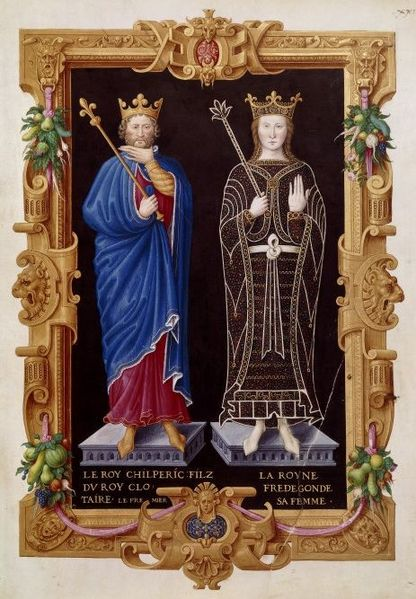
Хильперик I и Фредегонда.

После смерти мужа (584 год) правила, отстаивая права своего сына Хлотаря II, который унаследовал престол в возрасте 4 месяцев. Для защиты престола она призвала короля Гунтрамна, брата её мужа. Он прибыл в Париж, удостоверился в законнорождённости Хлотаря, признал его своим племянником и королём Нейстрии, взяв мальчика под свою опеку, и присутствовал на его крещении, которое состоялось в приходской церкви Нантерра (Nanterre) (там же присутствовал советник Гунтрамна, Еферий Лионский). Но Фредегонде оставаться в Париже не позволил, королева была выслана на виллу Водрёй в окрестности Руана. После смерти Гунтрамна (592 год) вернулась в Париж и сосредоточила фактическую власть в своих руках. Она лично участвовала в сражениях, и хронисты, возмущавшиеся её злодействами, восхищаются её военными хитростями, которые помогли отразить нашествие австразийцев.
В частности, она посылала убийц к королю Хильдеберту, сыну Брунгильды, — правда, безуспешно: «Фредегонда всё-таки приказала сделать два железных ножа, в которых она велела ещё сделать желобки и наполнить их ядом — разумеется, для того, чтобы, если удар окажется не смертельным, ядовитая отрава могла бы скорее исторгнуть жизнь». Кроме того, средневековый хронист пересказывает интересную историю победы королевы франков Фредегонды над королём Хильдебертом. Войско королевы зажгло фонари и среди ночи выступило против врага. Воины Фредегонды, шедшие впереди, несли в руках ветви деревьев. На шеях их коней были колокольчики (чтобы коней приняли за коровье стадо). Часовые Хильдеберта решили, что накануне многовато выпили, так как это место казалось им раньше равниной. Войско королевы незамеченным подошло к лагерю неприятеля и совершило там резню.
Тогда же по её приказанию прямо в церкви был смертельно ранен руанский епископ Претекстат (586 год), ранее отправленный её стараниями в изгнание (после смерти был канонизирован).

…верные ему люди отнесли его на руках к нему в опочивальню и положили на ложе. И тотчас же к нему явилась Фредегонда вместе с герцогом Бепполеном и Ансовальдом и сказала:

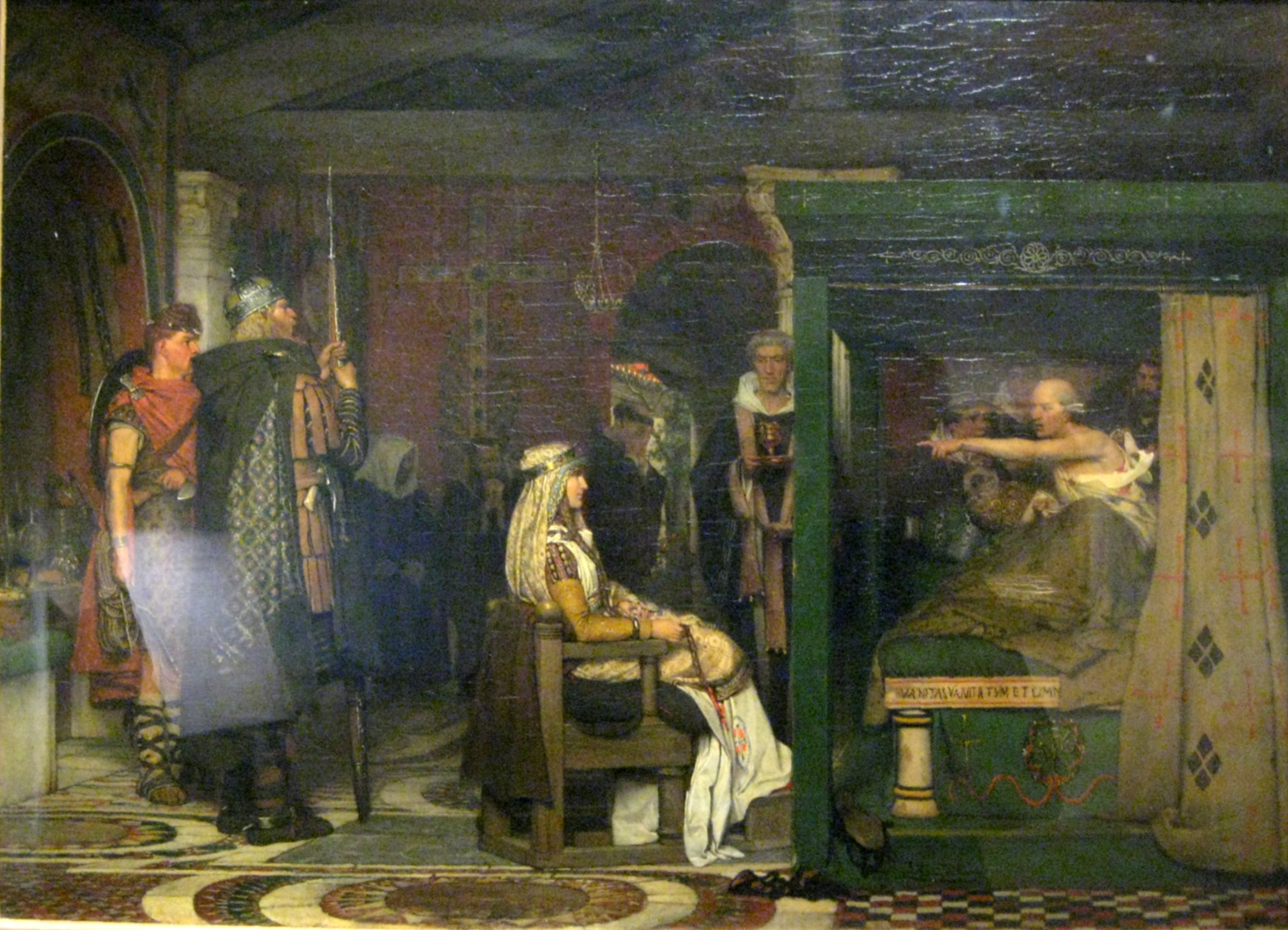
«Фредегунда приходит навещать умирающего Претекстата», картина Л.Альма-Тадемы, ГМИИ им. А. С. Пушкина.

— Не достойно ни нас, ни всех людей твоих, о святой епископ, что такое случилось, да ещё в церкви. О, если бы нашёлся тот, кто осмелился совершить подобное, он понёс бы достойное наказание за это злодейство.

Но епископ, зная, что она произнесла эти слова с коварством, ответил:

— Кто это совершил? Это совершил тот, кто убивает королей, кто то и дело проливает кровь ни в чём не повинных людей, кто совершает в этом королевстве всяческие злодеяния.

Женщина же ответила:

— У меня есть опытнейшие врачи, которые могли бы залечить эту рану. Позволь им прийти к тебе.

И он ей в ответ:

— Бог уже пожелал призвать меня из этого мира. А ты, зачинщица этих преступлений, будешь проклята в этом мире. И да пошлёт Бог кару на главу твою, за мою кровь.

И, когда Фредегонда ушла, епископ, отдав распоряжение по своему дому, испустил дух. 
В 596—597 годах Фредегонда предприняла наступление на сыновей Хильдебера II, но война закончилась с её смертью, которая произошла мирно, в собственной постели. Зато Брунгильда, позднее попавшая в руки Хлотаря II, сына её злейшей противницы, была осуждена им за «убийство десяти королей». Её казнили, привязав к хвосту лошади.

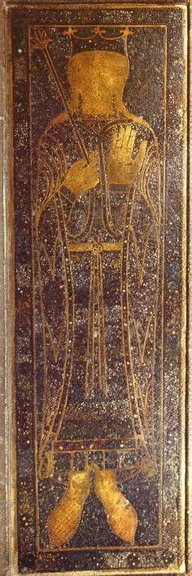
Надгробный камень Фредегонды в Сен-Дени

Фредегонда была похоронена рядом с супругом, в парижской церкви Сен-Жермен-де-Пре, где до XVIII века можно было видеть её могилу. Надгробный камень её — один из древнейших средневековых погребальных памятников Франции. Он теперь находится в Базилике Сен-Дени и представляет мозаику, изображающую королеву в царском одеянии, с покрывалом на голове в знак вдовства.

### Семья

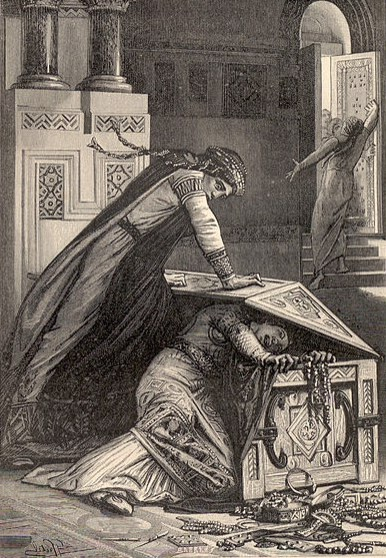
Фредегонда пытается убить свою дочь Ригонту

Фредегонда родила королю несколько детей, все из которых, кроме последнего сына, Хлотаря, и дочери Ригунты, умерли в детстве, предположительно от эпидемии. Законнорождённость Хлотаря, в связи со свободным поведением его матери, некоторыми подвергалась сомнению.
- Хлодоберт (565—580, Суассон) умер от оспы
- Самсон (575—577) умер от дизентерии
- Дагоберт (умер в 580, Берни-Ривьер) умер от оспы
- Ригунта (около 569 — после 589) — была отправлена в Тулузу, чтобы стать женой короля Реккареда, но брак так и не состоялся, и Ригунта вернулась в Париж.
- Теодорих (582—584) умер от дизентерии
- Хлотарь II (584—629)

С Ригунтой у Фредегонды были сложные отношения. Дочь упрекала мать её простым происхождением, гордясь тем, что она-то сама — дочь короля, доведя кровожадную королеву до того, что та как-то попыталась её убить:

А Ригунта, дочь Хильперика, часто позорила мать, говоря, что она — Ригунта — госпожа, и что она вновь отдаст свою мать в служанки. Она часто осыпала её бранью, и из-за этого они били друг друга кулаками и давали друг другу пощёчины. Наконец мать сказала ей: «Почему ты плохо относишься ко мне, дочь? Вот имущество твоего отца, которое находится у меня, возьми его и пользуйся им, как тебе будет угодно».

И, войдя в кладовую, она открыла сундук, наполненный ожерельями и драгоценными украшениями. Поскольку мать очень долго вынимала различные вещи, подавая их стоявшей рядом дочери, то она сказала: «Я уже устала, теперь доставай сама, что попадётся под руку». И когда та опустила руку в сундук и стала вынимать вещи, мать схватила крышку сундука и опустила её на затылок дочери. Она с такой силой навалилась на крышку и её нижним краем так надавила дочери на горло, что у той глаза готовы были лопнуть. Одна из девушек, которая находилась там, громко закричала: «На помощь, ради бога, бегите сюда, мою госпожу душит её мать!». И в комнату ворвались те, что ожидали за дверью. Они избавили девушку от угрожавшей ей смерти и вывели её оттуда. Но после этого между матерью и дочерью ещё сильнее разгорелась вражда, и особенно потому, что Ригунта предавалась разврату. Между ними всегда были ссоры и драки

## Мнение историков
Главным источником о личности и преступлениях Фредегонды являются труды её современника Григория Турского, который претерпел от неё большие притеснения и в своих сочинениях резко противопоставляет её «хорошей» Брунгильде. Это следует учитывать при попытке восстановить истинный образ королевы. Второй источник — «Книга истории франков», созданная два века спустя после смерти королевы. Позиция анонимного автора этой книги немного другая — хотя он с удовольствием пересказывает анекдоты о поступках Фредегонды, он, тем не менее, восхищается её энергичностью и предприимчивостью, а врагами для него является Брунгильда, её сын и их войска, атаковавшие его родину.
Источники:
- Григорий Турский. «История франков»
- «Книга истории франков»
- Венанций Фортунат. Стихотворения «Похвала Хильпериха и Фредегонды», «Утешение Хильпериха и Фредегонды».

## В культуре
- Противостояние Фредегонды и Брунгильды предположительно является одним из источников противостояния Брюнхильды и Кримхильды в «Песне о Нибелунгах» — немецком героическом эпосе.
- «Оживший лес» королевы Фредегонды опосредованно повлиял на оживший Бирнамский лес Шекспира в «Макбете», вдохновившем, в свою очередь, Толкина на создание энтов.
- Один из персонажей «Книги о Граде женском» Кристины Пизанской.
- В одной из версий сказки «Золушка» главная героиня убивает свою мачеху крышкой от сундука — что, как считается, отражает в перевёрнутом виде историю Фредегонды и её дочери[10].
- Жан Луи Фетжен. «Вуали Фредегонды». «Слёзы Брунхильды»

музыка:
- Опера Райнхарда Кайзера «Фредегунда» (1715)
- Сен-Санс, опера «Фредегонда»[фр.]. Написана композитором при участии П. Дюка по эскизам скончавшегося Э.Гиро.
- Флоримон Эрве, оперетта «Хильперик III»
- Травский В. К. «Бурный Шильперик и прекрасная Фредегонда»: Опера-буфф в 4 л. Переделка В. К. Травского. М., 1895.
- Франц Шмидт, опера «Фредегонда» (1922)

драма:
- Лемерсье, драма «Фредегонда и Брунгильда» (Fredegonde et Brunehaut — 1825)
- Флобер, пьеса «Фредегонда и Брунгильда» (рукопись утрачена)[11]
- Хакс, Питер. Драма «Фредегунда» (1984)

## В астрономии
В честь Фредегонды назван астероид (678) Фредегонда, открытый в 1909 году